# Tribonian
Tribonian (în latină Tribonianus; n. 475 d.Hr., Pamfilia, Imperiul Roman de Răsărit – d. 542 d.Hr., Constantinopol, Imperiul Roman de Răsărit), sau Trebonian, a fost un celebru jurist din perioada împăratului Iustinian I, împărat care a încercat să revitalizeze societatea romană, aflată în ultimul său stadiu de descompunere, printr-o uriașă operă de sistematizare a dreptului clasic și postclasic, astfel ca dreptul să poată fi aplicat la realitățile secolului al VI-lea din Imperiul Roman de Răsărit.

## Biografie
Tribonian s-a născut în Pamphylia în jurul anului 475. El a devenit un avocat de succes în orașul Constantinopol și a fost numit în anul 528 de către Iustinian I printre responsabilii cu pregătirea noului Cod al Imperiului Roman, Corpus Juris Civilis, operă desăvârșită în 529.
În 530, Tribonian a devenit chestor sacri palati, autoritate de necontestat în domeniul dreptului. În 532, a fost înlăturat din funcție din cauza acuzațiilor pe care i le-au adus inamicii săi în timpul răscoalei Nika, dar a fost readus în această funcție în 535, continuând să o ocupe în tot restul vieții sale.
Tribonian a fost conducătorul comisiei însărcinate cu selectarea, sistematizarea și interpretarea oficială a dreptului clasic și postclasic, operă care în final a depășit în dimensiuni codul propriu-zis. Versiunea scurtă a operei, numită Pandectele sau Digestele, care conține cele mai relevante și folositoare părți ale întregii opere legislative, a fost finalizată în 533. 
În anul 534, întregul Codex Justiniani⁠(d) a fost publicat, împreună cu o lungă serie de legi noi create de Iustinian I pentru a reflecta realitățile contemporane - Novellae Constitutiones⁠(d). 
Unele aspecte din viața și activitatea lui Tribonian sunt redate în scrierile lui Procopius din Cezareea.
Tribonian a murit în 542, probabil în urma unei epidemii de ciumă.

## Legături externe
- it „Dizionario di Storia: Triboniano”, Treccani.it, 2011